# Chaussure à son pied (film, 1954)
Pour les articles homonymes, voir Chaussure à son pied.
Pour plus de détails, voir Fiche technique et Distribution.
Chaussure à son pied (Hobson's Choice) est un film britannique réalisé par David Lean et sorti en 1954. Il s'agit d'une adaptation de la pièce de théâtre de Harold Brighouse.
Le film se déroule à la fin du XIXe siècle à l'époque victorienne en Angleterre. Henry Hobson est le patron et propriétaire d'une boutique de chaussures, il y travaille avec ses trois filles. Usé par les années et meurtri par la perte de sa femme, il fréquente de plus en plus assidument le pub au détriment de son échoppe. Après s'être vu refuser la dot qu'elle lui demandait, l’aînée de ses filles se révolte contre son père et entame une relation avec l’un des employés de ce dernier. Elle projette alors d'ouvrir un commerce concurrent.
Le film est un succès commercial au Royaume-Uni. Il obtient l'Ours d'or à la Berlinale 1954 ainsi que le British Academy Film Award du meilleur film britannique en 1955.

## Synopsis
Henry Horatio Hobson est le propriétaire autocratique d'un magasin d'articles modérément haut de gamme proposant notamment des bottes, des chaussures et des sabots à Salford dans le Lancashire. Devenu veuf, Hobson est aussi avare que buveur tout en cultivant un esprit envieux avec ses trois filles adultes à sa charge. Maggie, Alice et Vicky gardent la maison et travaillent dans la boutique sans toucher de salaire. Alice et Vicky ont hâte de se marier alors que Maggie n'est pas pressée. Alice fréquente Albert Prosser, un jeune avocat prometteur, tandis que Vicky préfère Freddy Beenstock, le fils d'un marchand de maïs. Hobson n'a aucune objection à perdre Alice et Vicky mais Maggie est pour lui d'une autre importance et il lui affirme qu'elle est trop vieille pour se marier. Tout en se moquant d'elle auprès de ses copains buveurs au pub « The Moonrakers », il admet qu'elle lui est trop utile pour être perdue. Vexée dans son amour propre, Maggie décide d'épouser Willie Mossop. C'est le bottier doué mais sous-estimé de la boutique, qui vient d'être félicité pour son talent par une riche cliente, Madame Hepworth. Mais cet homme est très timide, illettré, et il n'a aucune aspiration. Lorsque Willie informe Maggy qu'il est déjà engagé pour des fiançailles avec la fille de sa logeuse, Maggie met rapidement fin à cela - à son grand soulagement. Maggie fait part à son père de ses intentions et donne ses conditions. Hobson tente alors d'intimider Willie, en menaçant de le battre avec sa ceinture mais Willie lui déclare qu'il n'aime pas Maggie, ce qui ne l'empêche pas de recevoir des coups. Le couple sort scandalisé.
Maggie, accompagnée par Willie, sollicite un prêt de 100 £ auprès de Mme Hepworth. Lorsque cette dernière pose des questions sur la sécurité et les garanties de remboursement, Maggie dit que Willie est sa sécurité, étant le meilleur bottier de la région. Avec l'argent en main, Maggie trouve un sous-sol qui servira à la fois de magasin et de logement, Willy achète des outils et des fournitures. Maggie fait imprimer des publicités et organise la lecture des bans. Hobson ressent l'absence de Maggie. Alice et Vicky ne veulent pas ou ne peuvent pas prendre le relais, à la maison ou au magasin. Le soir avant le mariage, Hobson se précipite vers « The Moonrakers » et se saoule. Poursuivant un reflet de lune, il tombe par une trappe dans le sous-sol de « Beenstock & Co », où on le retrouve le lendemain en train de dormir. Freddy Beenstock se précipite pour le dire à Maggie, qui a une idée. À son réveil, Hobson reçoit un avis l'informant qu'il est poursuivi pour intrusion et dégâts.
Les sœurs de Maggie assistent à contrecœur au mariage de Willie et Maggie sur l'insistance de leurs fiancés. Le dîner de mariage a lieu dans la boutique/maison au sous-sol. Hobson arrive après la tombée de la nuit pour demander conseil à Maggie concernant ses problèmes juridiques. Elle le pousse à négocier avec Albert Prosser, représentant Freddy Beenstock. Hobson accepte à contrecœur de payer 500 £ pour régler l'affaire à l'amiable. Ce n'est qu'alors qu'il se rend compte qu'il a été dupé : l'argent remplacera les dots de mariage que Hobson a refusé de fournir à Alice et Vicky. Willie redoute sa nuit de noces, mais tout se passe bien et il émerge en nouvel homme. Le lendemain matin, ils font leur première vente : une paire de lacets pour un shilling. Entre le sens des affaires de Maggie et le génie de la cordonnerie de Willie, leur entreprise prospère. En un an, ils ont non seulement remboursé le prêt de Mme Hepworth avec 20% d'intérêts, mais ils ont également séduit la quasi-totalité de la clientèle haut de gamme de Hobson. Sous la tutelle de Maggie, le doux et analphabète Willie se transforme en homme d'affaires confiant.
Le jour du Nouvel An, Hobson souffre d'hallucinations. Le Dr MacFarlane diagnostique un alcoolisme chronique. Maggie convoque Willie, Vicky et Alice pour décider qui rentrera à la maison pour s'occuper de leur père. Vicky et Alice refusent catégoriquement. Sans alternative, Hobson essaie de ramener Maggie et Willie aux anciennes conditions d'exploitation du magasin, mais Willie ne se contente de rien de moins qu'un partenariat à 50-50, son nom en premier sur l'enseigne et Hobson relégué au statut de partenaire sans voix au chapitre. Hobson accepte à contrecœur.
Willie veut changer l'alliance en laiton de Maggie pour de l'or mais elle insiste pour la garder afin que cela leur rappelle leurs humbles débuts. Le film se termine avec Hobson, Maggie et Willie se rendant chez Prosser pour faire établir le nouveau contrat d'association.

## Fiche technique
- Titre original : Hobson's Choice
- Titre français : Chaussure à son pied
- Réalisation : David Lean
- Scénario : Wynyard Browne, David Lean et Norman Spencer, d'après la pièce de Harold Brighouse
- Photographie : Jack Hildyard
- Montage : Peter Taylor
- Musique : Malcolm Arnold
- Décors : Wilfred Shingleton
- Costumes : John Armstrong
- Producteurs : David Lean et Norman Spencer
- Société de production : London Film Productions
- Distribution : British Lion Film Corporation (Royaume-Uni), D.E.F. (France)
- Pays d'origine :  Royaume-Uni
- Format : noir et blanc — 35 mm — 1,37:1 — Son : Mono
- Genre : comédie dramatique
- Durée : 107 minutes
- Dates de sortie[2] : 
  - Royaume-Uni : 19 avril 1954
  - France : 17 décembre 1954

## Distribution
- Charles Laughton : Henry Horatio Hobson
- John Mills : Willie Mossop
- Brenda De Banzie : Maggie Hobson
- Daphne Anderson : Alice Hobson
- Prunella Scales : Vicky Hobson
- Richard Wattis : Albert Prosser
- Derek Blomfield : Freddy Beenstock
- Helen Haye : Mme Hepworth
- Joseph Tomelty : Jim Heeler
- Julien Mitchell : Sam Minns

## Production
C'est le réalisateur Alexander Korda qui suggère à David Lean adaptation de la pièce de théâtre de Harold Brighouse.
Robert Donat est le premier choix pour le rôle de William Mossop, qui revient finalement à John Mills.
Le tournage a lieu à Salford dans le comté du Grand Manchester ainsi que dans les studios de Shepperton.

## Accueil
Sur l'agrégateur américain Rotten Tomatoes, il récolte 90% d'opinions favorables pour 21 critiques et une note moyenne de 8,03⁄10.
Chaussure à son pied est l'un des plus gros succès au box-office britannique de l'année 1954.

## Distinctions
Source : Internet Movie Database

### Récompenses
- Berlinale 1954 : Ours d'or
- British Academy Film Awards 1955 : meilleur film britannique

### Nominations
- British Academy Film Awards 1955 : meilleur acteur pour John Mills, meilleure actrice pour Brenda De Banzie, meilleur scénario britannique, meilleur film